# Alexander Horst
Alexander Horst (Wenen, 20 december 1982) is een Oostenrijks beachvolleybalspeler. Met Clemens Doppler won hij in 2017 de zilveren medaille bij de wereldkampioenschappen en werd hij viermaal Oostenrijks kampioen. Daarnaast nam Horst deel aan drie opeenvolgende Olympische Spelen.

## Carrière

### 2003 tot en met 2011
Horst debuteerde in 2003 met Simon Nausch op Mallorca in de FIVB World Tour. Het jaar daarop nam hij met Sebastian Göttlinger opnieuw deel aan het toernooi van Mallorca; bij de FIVB-toernooien van Gstaad en Klagenfurt speelden ze niet op het hoofdtoernooi. In augustus 2006 eindigden Horst en Göttlinger als negende in Klagenfurt. In oktober dat jaar wisselde Horst van partner naar Florian Gosch – met wie hij tot en met 2010 zou spelen – en deed hij mee aan de Acapulco Open. In 2007 nam het duo deel aan twaalf reguliere toernooien in de World Tour met een derde plaats in Mariehamn als beste resultaat. Daarnaast behaalden ze een zevende (Montreal) en drie negende plaatsen (Roseto degli Abruzzi, Stavanger en Stare Jabłonki). Bij de wereldkampioenschappen in Gstaad bereikten ze de achtste finale waar ze werden uitgeschakeld door de Brazilianen Emanuel Rego en Ricardo Santos. Bij de Europese kampioenschappen in Valencia verloren ze in de eerste ronde van het Russische duo Dmitri Barsoek en Igor Kolodinski waarna ze in de derde ronde van de herkansing werden uitgeschakeld door de Zwitsers Martin Laciga en Jan Schnider.
Het jaar daarop behaalden Horst en Gosch bij elf toernooien in de internationale competitie een vierde (Kristiansand) en een negende plaats (Mallorca). In Hamburg verloor het duo bij de EK de eerste wedstrijd van de Fransen Guilherm Deulofeu en Yannick Salvetti en in de derde herkansingsronde waren Pablo Herrera en Raúl Mesa vervolgens te sterk. Bij de Olympische Spelen in Peking eindigden ze als vijfde, nadat ze in de kwartfinale werden uitgeschakeld door de Brazilianen Márcio Araújo en Fábio Luiz Magalhães. In 2009 deden Horst en Gosch mee aan tien reguliere toernooien in de World Tour. Ze behaalden daarbij een vijfde (Den Haag), een zevende (Stare Jabłonki) en twee negende plaatsen (Gstaad en Klagenfurt). Bij de WK in Stavanger bereikten ze de achtste finale die verloren werd van het Braziliaanse tweetal Harley Marques en Alison Cerutti. In Sotsji won het duo bij de EK de zilveren medaille achter de Nederlanders Reinder Nummerdor en Richard Schuil.
Het daaropvolgende seizoen waren ze actief op elf mondiale toernooien. Ze werden vierde in Marseille en behaalden verder een zevende (Shanghai) en vier negende plaatsen (Rome, Stavanger, Gstaad en Klagenfurt). Bij de EK in Berlijn strandde het tweetal in de achtste finale tegen David Klemperer en Eric Koreng uit Duitsland. Nadat Gosch vanwege kraakbeenletsel in de knie zijn carrière beëindigd had, partnerde Horst in 2011 met Daniel Müllner. Bij de WK in Rome gingen ze als 'lucky loser' door naar de zestiende finale waar ze uitgeschakeld werden door de Amerikanen Matt Fuerbringer en Nick Lucena. In de World Tour kwamen ze bij negen toernooien eveneens niet verder dan de zeventiende plaats. Bij de EK eindigde het duo als vijfde, nadat de kwartfinale verloren werd van de Zwitsers Patrick Heuscher en Jefferson Bellaguarda.

### 2012 tot en met 2015
Sinds 2012 vormt Horst een team met Clemens Doppler. Het eerste jaar namen ze deel aan zeven toernooien in de mondiale competitie waarbij ze een tweede  (Stare Jabłonki) en een zevende plaats (Mysłowice) behaalden. Bij de EK in Schevenigen eindigde het duo als negende, nadat ze in de achtste finale werden uitgeschakeld door Nummerdor en Schuil. In Londen strandden ze bij het olympisch beachvolleybaltoernooi in de groepsfase na twee nederlagen en een overwinning. Daarnaast won Horst met Doppler zijn eerste nationale titel. Het daaropvolgende seizoen kwamen ze bij zes reguliere FIVB-toernooien tot twee vijfde (Den Haag en Rome) en twee negende plaatsen (Corrientes en Gstaad). In Stare Jabłonki bereikten ze bij de WK de achtste finale die verloren werd van de latere kampioenen Alexander Brouwer en Robert Meeuwsen. Bij de EK in Klagenfurt moesten ze vanwege een terugkerende knieblessure bij Doppler tijdens de tweede poulewedstrijd hun optreden staken. Gedurende de rest van het seizoen speelde Horst in de World Tour nog drie wedstrijden met Lorenz Petutschnig met onder meer een vierde plaats bij de Grand Slam van Moskou als resultaat. 
In 2014 wonnen Horst en Doppler in Quartu Sant'Elena de bronzen medaille bij de EK ten koste van het Spaanse duo Pablo Herrera en Adrián Gavira, nadat ze de halve finale verloren hadden van de Italianen Paolo Nicolai en Daniele Lupo. Op mondiaal namen ze deel aan acht toernooien met onder meer een vierde plaats in Stare Jabłonki en een vijfde plaats in Gstaad als resultaat. Bovendien wonnen ze voor de tweede keer de Oostenrijkse titel. Het jaar daarop begon het duo in de World Tour met twee vijfde plaatsen in Moskou en Poreč, gevolgd door een negende plaats in Stavanger en een vierde plaats in Sint-Petersburg. Bij de WK in Nederland kwamen ze tegen het Amerikaanse duo Jacob Gibb en Casey Patterson niet verder dan zestiende finale. Na afloop eindigde het duo als negende in Gstaad en als derde in Yokohama. In Klagenfurt bereikten Horst en Doppler de kwartfinale van de EK waar Alex Ranghieri en Adrian Carambula uit Italië te sterk waren. In Long Beach en Olsztyn volgden respectievelijk een vijfde en vijf-en-twintigste plaats. Ze sloten het seizoen af met een negende plaats bij de World Tour Finals in Fort Lauderdale.

### 2016 tot en met 2021

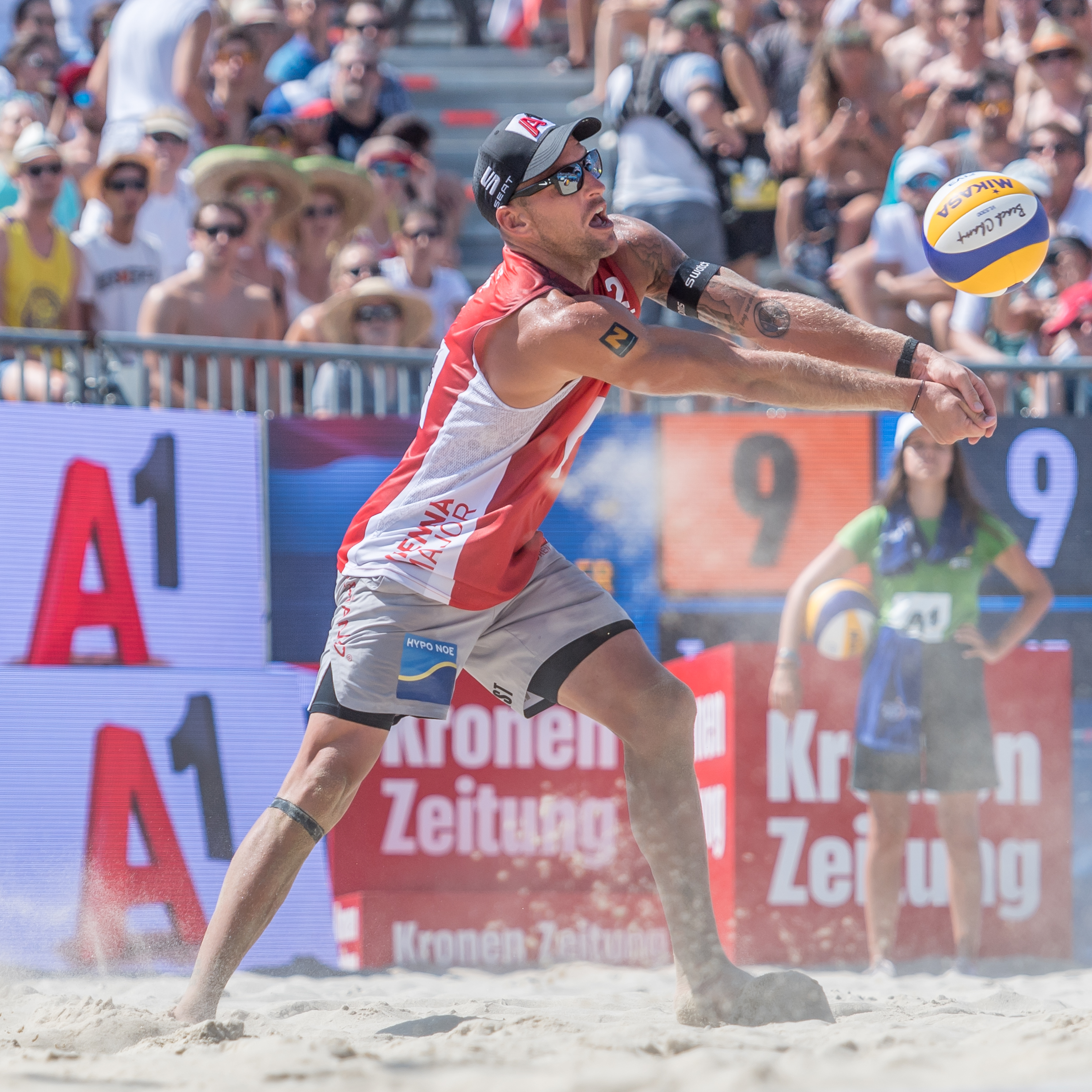
Horst in actie bij het 5-sterren-toernooi van Wenen (2018)

In 2016 speelden ze negen wedstrijden in het internationale circuit. Daarbij behaalde het duo een tweede (Poreč), een vijfde (Rio de Janeiro) en een negende plaats (Doha). In Biel/Bienne gingen Horst en Doppler bij de EK als groepswinnaar door naar de achtste finales waar ze werden uitgeschakeld door Herrera en Gavira. Bij de Olympische Spelen in Rio verloren ze in de achtste finale van de Cubanen Nivaldo Díaz en Sergio González. Het seizoen daarop namen ze in aanloop naar de WK in eigen land deel aan zes toernooien in de World Tour. Ze behaalden daarbij twee vijfde (Den Haag en Poreč) en twee negende plaatsen (Rio de Janeiro en Moskou). Bij de WK in Wenen wonnen Horst en Doppler de zilveren medaille achter de Brazilianen Evandro Gonçalves en André Loyola. Voor deze prestatie werden ze door de stad Wenen onderscheiden met een Goldener Rathausmann. Met Robin Seidl en Julian Hörl deed Horst respectievelijk mee aan het FIVB-toernooi van Olsztyn en de EK in Jūrmala; bij beide toernooien kwam hij niet verder dan plek vijf-en-twintig. Horst en Doppler sloten het seizoen af met een vijfde plek bij de Finals in Hamburg.
In 2018 deden ze mee aan tien toernooien in de mondiale competitie. Ze boekten de overwinning in Baden, behaalden vijfde plaatsen in Xiamen en Wenen en eindigden als negende in Warschau, Espinho en Gstaad. Bij de EK in Nederland werden ze in de tussenronde uitgeschakeld door het Franse duo Youssef Krou en Quincy Aye. Daarnaast werden ze voor de derde keer nationaal kampioen. Het daaropvolgende seizoen kwamen Horst en Doppler bij elf reguliere FIVB-toernooien tot een overwinning (Baden) en twee negende plaatsen (Doha en Xiamen). Bij de WK in Hamburg strandde het duo in de zestiende finales tegen de Russen Nikita Ljamin en Taras Myskiv en bij de EK in Moskou waren de Duitsers Julius Thole en Clemens Wickler in de achtste finale te sterk. Bij de World Tour Finals in Rome eindigden ze als vijf-en-twintigste. In 2020 waren ze actief op drie World Tour-toernooien met een tweede plaats in Ljubljana als beste prestatie. Bij de EK in Jūrmala verloren ze in de tussenronde van het Poolse duo Michał Bryl en Mikołaj Miszczuk. Daarnaast wonnen ze voor de vierde keer de titel bij Oostenrijkse kampioenschappen. Het jaar daarop kwamen ze bij drie mondiale toernooien en bij de EK in Wenen niet verder dan plek vijf-en-twintig.

## Palmares
Kampioenschappen
- 2007: 9e WK
- 2008: 5e OS
- 2009: 9e WK
- 2009:  EK
- 2012:  NK
- 2013: 9e WK
- 2014:  EK
- 2014:  NK
- 2016: 9e OS
- 2017:  WK
- 2018:  NK
- 2020:  NK

FIVB World Tour
- 2007:  Åland Open
- 2012:  Grand Slam Stare Jabłonki
- 2015:  Grand Slam Yokohama
- 2016:  Poreč Major
- 2018:  1* Baden
- 2019:  1* Baden
- 2020:  1* Ljubljana

Beach Pro Tour
- 2022:  Klaipėda Future
- 2022:  Baden Future
- 2023:  Saquarema Challenge
- 2023:  Espinho Challenge